# La ley del deseo
La ley del deseo és una pel·lícula espanyola escrita i dirigida per Pedro Almodóvar i estrenada el 7 de febrer de 1987.

## Argument
La pel·lícula explica la història de Pablo (Eusebio Poncela), un director de cinema homosexual que coneix a Antonio (Antonio Banderas) la nit de l'estrena d'una de les seves obres, el que li portarà tràgiques conseqüències.
Pablo en realitat no està enamorat d'ell sinó de Juan (Miguel Molina), la seva exparella que, tot i admirar profundament, no el correspon.
La història es complementa amb Tina (Carmen Maura), la germana transsexual de Pablo.

## Comentaris i premis
Podria trobar-se un paral·lelisme entre els personatges de Tina i Zahara de La mala educación, ja que Tina ha anat a un col·legi de capellans en què un d'ells, el pare Manolo, va abusar sexualment d'ell. Així mateix, Pablo és un director de cinema amb característiques molt semblants a les d'Enrique Goded, el director interpretat per Fele Martínez.
La pel·lícula compta amb dues escenes molt famoses. Una d'elles la protagonitza Tina quan li demana entre panteixos a un escombriaire que la regui amb la seva mànega, ja que està asfixiada de calor. Una altra escena coneguda, que va ser bastant polèmica en el seu moment, és la que mostra a Antonio mantenint sexe anal amb Pablo.
Va ser guanyadora del premi a la millor pel·lícula de l'any al Festival de Cinema de Berlín.

### Festival de cine de Bogotá
| Any  | Categoria       | Pel·lícula       | Resultat  |
| ---- | --------------- | ---------------- | --------- |
| 1987 | Millor director | La ley del deseo | Guanyador |

### Fotogramas de Plata
| Categoria                   | Persona          | Resultat   |
| --------------------------- | ---------------- | ---------- |
| Millor pel·lícula espanyola |                  | Guanyadora |
| Millor actor                | Antonio Banderas | Candidat   |
| Millor actriu               | Carmen Maura     | Candidata  |